# İsmail Köybaşı
İsmail Köybaşı (ur. 10 lipca 1989 w İskenderun) – turecki piłkarz występujący na pozycji obrońcy w tureckim klubie Göztepe SK.

## Kariera klubowa
Köybaşı zawodową karierę rozpoczynał w 2007 roku w Gaziantepsporze z Süper Lig. W tych rozgrywkach zadebiutował 10 maja 2008 roku w wygranym 1:0 pojedynku z Ankarasporem. W sezonie 2007/2008 rozegrał 1 ligowe spotkanie. W następnym sezonie stał się podstawowym graczem Gaziantepsporu i zagrał wówczas w lidze 25 razy.
W 2009 roku Köybaşı podpisał kontrakt z Beşiktaşem JK, także występującym w Süper Lig. Pierwszy ligowy mecz zaliczył tam 7 sierpnia 2009 roku przeciwko İstanbulsporowi (1:1). 31 października 2009 roku w wygranym 2:1 spotkaniu z Ankaragücü strzelił pierwszego gola w Süper Lig.
W 2016 roku odszedł do Fenerbahçe SK.

## Kariera reprezentacyjna
Köybaşı jest byłym reprezentantem Turcji U-19, U-20 oraz U-21. W pierwszej reprezentacji Turcji zadebiutował natomiast 12 sierpnia 2009 roku w wygranym 3:0 towarzyskim meczu z Ukrainą.